# Desastre de Yongjia
El Desastre de Yongjia (xinès: 永嘉之祸) foren uns esdeveniments que ocorregueren el 311 aC, quan l'exèrcit de Wu Hu va capturar Luoyang, la capital de Jin.

## Antecedents
El clan Sima va ser inicialment un clan subordinat de la dinastia Wei, però la influència i el poder del clan va créixer enormement després de l'incident a les tombes Gaoping del 249. En 265, Sima Yan va forçar a l'emperador Cao Huan de Wei a abdicar el tron en favor seu, acabant amb la dinastia Wei i començant la de Jin (com a emperador Wu). Ell va anomenar la seva dinastia en referència a l'estat de Jin del període de Primaveres i Tardors que una vegada va governar en el comtat Wen a Henei (en l'actualitat Comtat Wen (Henan)) on estava la residència del clan Sima. En el 280, els Jin va conquerir Wu Oriental i van unificar la Xina, però els conflictes interns, la corrupció, i l'agitació política ràpidament van debilitar la dinastia, i la unificació va durar només deu anys.
Després de l'arribada del segon emperador de Jin, l'emperador Hui, diversos prínceps imperials van tractar de prendre el poder en la devastadora Guerra dels Vuit Prínceps. Va seguir l'aixecament Wu Hu, durant el qual un gran nombre de refugiats que van fugir cap al sud, mentre que el nord va ser ocupat per diverses tribus nòmades.

## La massacre
El 311 l'exèrcit de Wu Hu va capturar Luoyang, la capital de Jin. Després de la seva victòria, les forces de Wu Hu cometeren una massacre en entrar a la ciutat, matant el príncep hereu de Jin, una sèrie de ministres, i més de 30.000 civils.

## Conseqüències
El desastre de Yongjia va conduir a la caiguda de la majoria governants Han que governaven i unificaren la dinastia Jin, acabant amb la dinastia Jin Occidental en el 316, quan foren expulsats del nord del nord de la Xina i la cort Jin fou evacuada a la regió al sud del riu Huai, establint la Dinastia Jin Oriental i el període dels Setze Regnes.
Un intent de recuperar la plana central de la Xina dirigit pel general Zhu Xin (祖逖） va tenir èxit inicialment recuperant les actuals províncies de Henan i Shan-tung (Shandong), però va acabar amb la mort de Zu en el 321 EC.